# Eric Ewazen

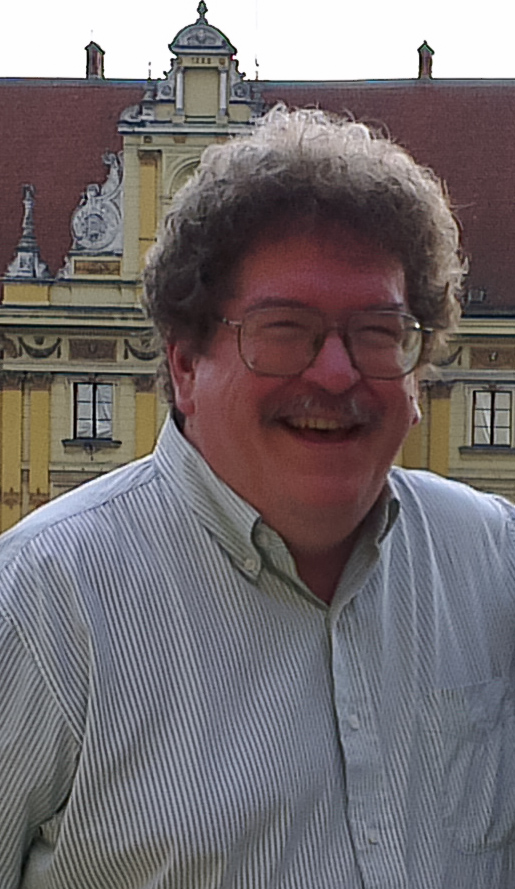
Eric Ewazen (2012)

Eric Ewazen (* 1954 in Cleveland, Ohio) ist ein US-amerikanischer Komponist.

## Leben
Ewazen studierte an der Eastman School of Music und Juilliard School in New York. Zu seinen Lehrern gehören Milton Babbitt, Warren Benson, Samuel Adler, Joseph Schwantner, Eugene Kurtz und Gunther Schuller. Er lehrte bei den New York Philharmonic's Musical Encounters Series, war Vizepräsident der League of Composers der Internationalen Gesellschaft für Neue Musik und Composer in Residence beim Orchestra of St. Luke's in New York. Außerdem war er an der Hebrew School of the Arts und am Lincoln Center tätig. Seit 1980 ist er Dozent an der Juilliard School. Seine Musik wurde von zahlreichen Orchestern aufgeführt u. a. dem Cleveland Orchestra und erschien bei Boosey & Hawkes.

## Auszeichnungen
- BMI Student Composer Awards (1973)

## Diskographie
- Sure On This Shining Night (1997)
- Among Friends (2000)
- From the Hudson Valley (2000)
- Percussion Music of Eric Ewazen (2003)
- New York Legends – Joseph Alessi (2003)